# 爱德华多·索蒂略斯
爱德华多·索蒂略斯·帕莱特（西班牙語：Eduardo Sotillos Palet，1940年3月27日—）是西班牙电视广播节目工作者。1982年至1985年担任西班牙政府发言人。

## 生平
1940年3月27日出生于马德里。1979年加入西班牙工人社会党。常年在电台工作。1981年至1982年担任西班牙国家广播电台台长。西班牙电视台《电视新闻》节目负责人。
1982年在工人社会党赢得大选后，在冈萨雷斯内阁中出任政府发言人，直到1985年在内阁重组中被哈维尔·索拉纳取代。1991年至1994年在波苏埃洛-德阿拉尔孔市议会担任议员。
大约在2015年退出了工人社会党。